# ヴィトール・エドゥアルド・ダ・シウヴァ・マトス
ヴィトン（Vitão）ことヴィトール・エドゥアルド・ダ・シウヴァ・マトス（ポルトガル語: Vitor Eduardo da Silva Matos、2000年2月2日 - ）は、ブラジルのサッカー選手。ポジションはDF。

## クラブ歴
パラナ・サッカー・テクニカル・センターの下部組織からSEパルメイラスの下部組織に移った。2019年3月21日のカンピオナート・パウリスタでトップチーム初出場。
同年9月2日にウクライナ・プレミアリーグのFCシャフタール・ドネツクに移籍。

## 代表歴
U-17代表として2017 南米U-17選手権、2017 FIFA U-17ワールドカップに参加した。U-20代表では2019 南米ユース選手権に主将として参加したが、2019 FIFA U-20ワールドカップの出場権を逃した。